# Cystidia conaggaria
Cystidia conaggaria là một loài bướm đêm trong họ Geometridae.